# Anarhyma
Anarhyma är ett släkte av svampar. Anarhyma ingår i divisionen sporsäcksvampar och riket svampar.